# George William Evans

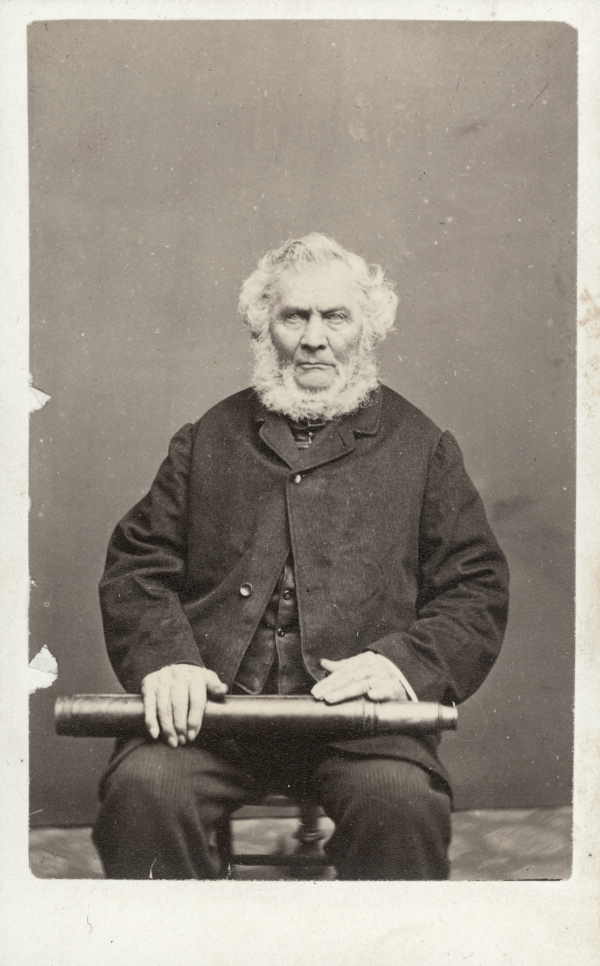
George William Evans

George William Evans (* 5. Januar 1780 in Warwick, Großbritannien; † 16. Oktober 1852, Hobart, Tasmanien in Australien) war ein Entdeckungsreisender in Australien. Er war der erste
Europäer, der über die Blue Mountains hinaus bis ins Tal des Lachlan River in der Gegend des heutigen Boorowa und Cowra vordrang.

## Leben
Er war der älteste Sohn von William Evans, dem Sekretär von Earl of Warwick, und seiner Frau Ann, geborene Southam. Er erhielt eine kurze Ausbildung als Ingenieur und Architekt sowie ein Training in Überlebenstechnik. 1798 heiratete er Jennett, die Tochter des Kapitäns Thomas Melville, der das Schiff Britannia, der Third Fleet kommandierte. Nach dem Tod seiner ersten Frau heiratete er Lucy Parris. Er hatte zwölf Kinder, sieben mit seiner ersten und fünf mit seiner zweiten Frau.

## Expeditionen
Als George Evans am 16. Oktober 1802 im Port Jackson (Sydney) in Australien erreichte, siedelte er in Parramatta und eröffnete dort ein Geschäft für Schifffahrtsmaterial.
Bereits im folgenden Jahr ernannte ihn Philip Gidley King zum Entdeckungsbeauftragten von New South Wales und 1812 zum stellvertretenden Entdeckungsbeauftragten in Hobart. Im März 1812 entdeckte er die Küstenlinie der Jervis Bay und kam bis Appin, was zur Besiedelung des Illawarra-Distrikts führte.
Evans überquerte 1813 im Auftrag von Gouverneur Lachlan Macquarie erfolgreich die Blue Mountains auf dem Weg, den auch Gregory Blaxland, William Lawson und William Charles Wentworth mit der Blaxland-Expedition erstmals beschritten hatten. Er stieß aber weiter als die frühen Entdecker über den Mount Blaxland hinaus ins Landesinnere vor. Mit vier weiteren Männern drang er in ein Gebiet ein, das von Wiradjuris, einem Stamm der Aborigines besiedelt war. Diese Expedition begann am 18. November 1813 und sie entdeckten den Macquarie River, die sie zur Ehre dieses Gouverneurs benannten. Sie wendeten sich von dort westwärts und fanden fruchtbares Land. Als sie dies Macquarie berichteten, gab er 1814 William Cox den Auftrag, eine Straße bis zum heutigen Bathurst am Macquarie River zu bauen. Eine seiner weiteren Expeditionen führte im Mai und Juni 1815 zur Entdeckung des Lachlan River, den er nach dem Vornamen des Gouverneurs Macquarie benannte.
An diese Expedition schlossen sich weitere Erkundungen an, die vor allem mit dem australischen Entdecker John Oxley durchgeführt wurden. Mit Oxley unternahm Evans in den Jahren 1817 und 1818 Entdeckungsreisen. Im Jahr 1825 wurde er beschuldigt, dass er bei staatlichen Aufträgen Personen bevorzugt habe. Als ihm dies Gouverneur George Arthur vorwarf, dankte er ab und ging nach Großbritannien. 1831 kehrte er nach Australien zurück und eröffnete ein Geschäft in Sydney und war später auch als Lehrer an der King School tätig.